# 진남포시 (대한민국)
진남포시(鎭南浦市)는 대한민국 평안남도에 있는 대한민국의 시이다. 이북5도위원회가 관리하는 명목상의 행정 구역이다. 면적은 41.3 km2, 시청 소재지는 욱동이다. 27개 법정동·리가 있으나, 이북5도위원회에서는 명예동장 7명을 임명한다.

## 행정 구역
| 행정동             | 동 숫자 | 법정동·리                                                         | 비고            |
| ------------------ | ------- | ----------------------------------------------------------------- | --------------- |
| 대두동(大頭洞)     | 6       | 대두(大頭) 문애(文艾) 어호(魚湖) 영곡(靈谷) 유사(柳沙) 천교(泉橋) |                 |
| 도학동(島鶴洞)     | 4       | 도학(島鶴) 지울(智蔚) 초유(抄鍮) 한학(寒鶴)                       |                 |
| 비석동(碑石洞)     | 3       | 비석(碑石) 용정(龍井) 후포(後浦)                                  |                 |
| 신흥동(新興洞)     | 3       | 마산(馬山) 신흥(新興) 지산(芝山)                                  |                 |
| 억량기동(億兩機洞) | 4       | 고정(高井) 마사(麻沙) 억량기(億兩機) 해산(海山)                   |                 |
| 원동(元洞)         | 4       | 명협(明峽) 욱(旭) 원(元) 월견(月見)                               | 진남포시청 소재 |
| 항동(港洞)         | 3       | 삼화(三和) 한두(漢頭) 항(港)                                      |                 |

## 참고 문헌
- “평안남도 시군 소개”. 이북5도위원회.
- “평안남도 기구 및 정원”. 이북5도위원회.

## 같이 보기
- 남포시